# Draize (Fluss)
Die Draize ist ein kleiner Fluss im Nordosten von Frankreich, der im Département Ardennes der Region Grand Est südwestlich der Stadt Charleville-Mézières verläuft.

## Geografie

### Verlauf
Die Draize entspringt unter dem Namen Ruisseau de Maimby im Gemeindegebiet von Signy-l’Abbaye, im Staatsforst Forêt domaniale de Signy-l’Abbaye. Sie entwässert generell Richtung Südsüdwest  und mündet nach insgesamt rund 18 Kilometern im Gemeindegebiet von Justine-Herbigny als rechter Nebenfluss in die Vaux.

### Orte am Fluss
(Reihenfolge in Fließrichtung)
- Maimby, Gemeinde Signy-l’Abbaye
- Montmeillant
- Draize
- Wasigny
- Herbigny, Gemeinde Justine-Herbigny